# Marcin Piadziewski
Marcin Piadziewski herbu Lubicz odmienny – podsędek kowieński w latach 1629–1633, stolnik kowieński w latach 1623–1629, rewizor lasów wilkijskich.
Żonaty z Katarzyną Okuszko.
Poseł na sejm konwokacyjny 1632 roku z powiatu kowieńskiego. Był elektorem Władysława IV Wazy z województwa trockiego w 1632 roku i posłem na sejm elekcyjny 1632 roku z powiatu kowieńskiego.